# Miss Mundo 2000
Miss Mundo 2000, la 50.ª edición del concurso Miss Mundo, se llevó a cabo en el Millennium Dome en Londres (Reino Unido) el 30 de noviembre. El segmento de traje de baño del concurso fue filmado en las Maldivas.
Representantes provenientes de noventa y cinco países y territorios compitieron por el título en esta edición del concurso, el mayor número de participantes hasta ese entonces. Al final del evento, Miss Mundo 2000, Yukta Mookhey de la India, coronó como su sucesora a Priyanka Chopra, también de la India. Es la quinta victoria de la India, después de las de 1966, 1994, 1997 y 1999.
Chopra es la candidata más joven en ganar el concurso. A nivel internacional, reinó al mismo tiempo que sus compatriotas Lara Dutta (Miss Universo 2000) y Dia Mirza (Miss Asia Pacífico 2000). Esta fue la quinta vez desde 1952 que la Miss Mundo y Miss Universo procedían de un mismo país. La primera vez que esto ocurrió fue en 1953, cuando las representantes de Francia, Christiane Martel y Denisse Perrier, ganaron Miss Universo y Miss Mundo respectivamente.
Esta edición fue la primera desde la muerte del dueño de la franquicia, Eric Morley, cuya viuda esposa, Julia Morley, asumió la responsabilidad de la franquicia de Miss Mundo.

## Resultados
Estas fueron las semifinalistas que clasificaron en Miss Mundo 2000.
| Posiciones              | Candidata |
| ----------------------- | --- |
| Miss Mundo 2000         | - India - Priyanka Chopra |
| 1.ª finalista           | - Italia - Giorgia Palmas |
| 2.ª finalista           | - Turquía - Yüksel Ak |
| 3.ª finalista           | - Kazajistán - Margarita Kravtsova |
| 4.ª finalista           | - Uruguay - Katja Thomsen |
| Semifinalistas (Top 10) | - Chile - Isabel Bawlitza - Colombia - Andrea Durán - Kenia - Yolande Masinde - Ucrania - Olena Scherban - Estados Unidos - Angelique Breaux |

### Reinas continentales
| Continente     | Candidata                           |
| -------------- | ----------------------------------- |
| África         | - Kenia - Yolanda Masinde           |
| América        | - Uruguay - Katja Thomsen           |
| Asia y Oceanía | - India - Priyanka Chopra           |
| Caribe         | - Curazao - Jozaine Marianella Wall |
| Europa         | - Italia - Giorgia Palmas           |

### Premiaciones especiales
| Premio                              | Candidatas                         |
| ----------------------------------- | ---------------------------------- |
| Mejor Diseñador del vestido Mundial | - Kazajistán - Margarita Kravtsova |

## Candidatas
| - Alemania - Natascha Berg - Angola - Deolinda Vilela - Argentina - Daniela Stucan - Aruba - Monique van der Horn - Australia - Renee Henderson - Austria - Patricia Kaiser - Bahamas - Latia Bowe - Bangladés - Sonia Gazi - Barbados - Leilani McConney - Bélgica - Joke van de Velde - Bielorrusia - Sviatlana Kruk - Bolivia - Jimena Rico Toro - Bosnia y Herzegovina - Jasmina Mahmutović - Botsuana - Puna Keleabetswe Serati - Brasil - Francine Eickemberg - Bulgaria - Ivanka Peytcheva - Canadá - Christine Cho - Chile - Isabel Bawlitza - China Taipéi - Shu-Ting Hao - Chipre - Iphigenia Papaioannou - Colombia - Andrea Durán - Corea del Sur - Jung-sun Shin - Costa Rica - Cristina de Mezerville - Croacia - Andreja Čupor - Curazao - Jozaine Wall - Dinamarca - Anne Katrin Vrang - Ecuador - Ana Dolores Murillo - Escocia - Michelle Watson - Eslovaquia - Janka Horecna - Eslovenia - Maša Merc - España - Veronica García - Estados Unidos - Angelique Breaux - Estonia - Irina Ovtchinnikova - Filipinas - Katherine Annwen de Guzman - Finlandia - Salima Peippo - Francia - Karine Meier - Gales - Sophie-Kate Cahill - Ghana - Maame Ewarfaah Hawkson - Gibraltar - Tessa Sacramento - Grecia - Athanasia Tzoulaki - Guatemala - Cindy Ramírez - Holanda – Raja Moussaoui - Honduras - Veronica Rivera - Hong Kong - Margaret Kan - Hungría - Judit Kuchta - India - Priyanka Chopra - Inglaterra - Michelle Walker - Irlanda - Yvonne Ellard | - Irlanda del Norte - Julie Lee-Ann Martin - Islandia - Elva Dogg Melsted - Islas Caimán - Jacqueline Bush - Islas Vírgenes Británicas - Nadia Harrigan Ubinas - Islas Vírgenes de los Estados Unidos - Luciah Hedrington - Israel - Dana Dantes - Italia - Giorgia Palmas - Jamaica - Ayisha Richards - Japón - Mariko Sugai - Kazajistán - Margarita Kravtsova - Kenia - Yolanda Masinde - Líbano - Sandra Rizk - Lituania - Martyna Bimbaite - Madagascar - Julianna Todimarina - Malasia - Tan Sun Wei - Malta - Katia Grima - México - Paulina Flores Arias - Moldavia - Mariana Moraru † - Namibia - Mia de Klerk - Nepal - Usha Khadgi - Nigeria - Matilda Kerry - Noruega - Stine Pedersen - Nueva Zelanda - Katherine Allsopp-Smith - Panamá - Ana Raquel Ochy - Paraguay - Patricia Villanueva - Perú - Tatiana Angulo - Polonia - Justyna Bergmann - Portugal - Gilda Dias Pe-Curto - Puerto Rico - Sarybel Velilla - República Checa - Michaela Salačová - República Dominicana - Gilda Jovine - Rumania - Aleksandra Cosmoiu - Rusia - Anna Bodareva - Singapur - Charlyn Ding Zung Ee - Sri Lanka - Rozelle Plunkett - Sudáfrica - Heather Joy Hamilton - Suecia - Ida Sofia Manneh - Suiza - Mahara McKay - Tahití - Vanini Bea - Tanzania - Jacqueline Ntuyabelikwe - Trinidad y Tobago - Rhonda Rosemin - Turquía - Yuksel Ak - Ucrania - Olena Shcherban - Uruguay - Katja Thomsen - Venezuela - Vanessa Cárdenas - Yugoslavia - Iva Milivojević - Zimbabue - Victoria Moyo |

## Sobre los países en Miss Mundo 2000

### Naciones que debutan en la competencia
- Bielorrusia, Inglaterra, Irlanda del Norte y Moldavia compitieron en Miss Mundo por primera vez.

### Naciones que regresan a la competencia
- Barbados y Dinamarca compitieron por última vez en 1995.
- Namibia compitió por última vez en 1997.
- China Taipéi, Curazao e Islas Vírgenes Británicas compitieron por última vez en 1998.

### Naciones que se retiran de la competencia
- Guyana, Liberia, Seychelles, Suazilandia y Zambia no compitieron en Miss Mundo 2000, Tailandia y Sint Maarten tampoco enviaron una delegada.

### Remplazos
- Jacqueline Bracamontes Van Hoorde se convirtió inicialmente en la representante de México en este concurso, sin embargo al ganar dos certámenes selectivos del entonces concurso de su país «Nuestra Belleza México» para elegir dos reprentantes mexicanas para Miss Universo y Miss Mundo, el derecho de representación quedó para su suplente Paulina Flores Arias, mientras que Bracamontes terminó participando en Miss Universo 2001, poco después las reglas del concurso fueron modificadas para elegir ambas participantes de forma diferente.
- La ganadora de Belleza Rusia 2000, Ekaterina Izmail fue destronada por haber estado casada. Fue remplazada por su finalista del concurso nacional - Anna Bodareva.

### Renuncias
- Dina Kalandarova de Letonia se retiró del concurso en el último momento por motivos personales. Pero volvió a la competencia en Miss Mundo 2001.

## Acerca de las candidatas
- 2 delegadas fueron posteriormente finalistas en el certamen de Miss Tierra 2001; Margarita Kravtsova (Kazajistán) fue Miss Agua y 2.ª finalista y Daniella Stucan (Argentina) fue Miss Fuego y 3.ª finalista en el certamen de Miss Tierra. Stucan más tarde compitió en Miss Universo 2007, donde participó sin figuración.
- Sarybel Velilla Cabeza de Puerto Rico compitió en Miss Universo 1996.
- Renee Henderson de Australia compitió en Miss Universo 1998.
- Angelique Breaux (Estados Unidos) fue Miss California USA 1999 y 2.ª finalista en Miss USA 1999.
- Heather Joy Hamilton (Sudáfrica), Joke van de Velde (Bélgica), Gilda Jovine (República Dominicana), Mia de Klerk (Namibia), Matilda Kerry (Nigeria) participaron en Miss Universo 2000, sin figurar.
- Jacqueline Bush (Islas Caimán), Sandra Rizk (Líbano) y Mahara McKay Brigitta (Suiza) compitieron en Miss Universo 2001.
- 8 de los 10 países que clasificaron en las semifinales, no estaban en las semifinales del año pasado: Italia (1973), Uruguay (1979), Kenia (1984) , Colombia (1996), Turquía (1997) y Chile (1998). Kazajistán y Ucrania clasificaron por primera vez a la fase de semifinales, marcando el tercer y el cuarto país de la ex Unión Soviética en clasificar en las semifinales. Ucrania debutó en 1992, mientras que Kazajistán en 1998.

## Fase de grupos

### Fase de Traje de Baño
| Grupo 1 - Uruguay - Bahamas - Argentina - Italia - Islas Vírgenes de los Estados Unidos - Brasil - Australia - Bulgaria - Angola - Aruba - Portugal - Austria Grupo 2 - Bélgica - Rusia - Islas Vírgenes Británicas - Moldavia - República Checa - Barbados - Francia - Bangladés - Noruega - Nepal - Kazajistán - Bielorrusia Grupo 3 - Islas Caimán - República Dominicana - Botsuana - Costa Rica - Curazao - Alemania - Estonia - Ghana - Bolivia - Bosnia y Herzegovina - Croacia - Holanda Grupo 4 - Tanzania - Dinamarca - Singapur - Filipinas - Hong Kong - Kenia - Namibia - Turquía - Finlandia - China Taipéi - Inglaterra - Tahití | Grupo 5 - Suiza - Nueva Zelanda - Canadá - Corea del Sur - Irlanda - Gales - Malasia - Malta - Israel - Suecia - Japón - Islandia Grupo 6 - India - Jamaica - Puerto Rico - Eslovaquia - Trinidad y Tobago - Escocia - Zimbabue - Irlanda del Norte - Sri Lanka - Nigeria - Paraguay - Eslovenia Grupo 7 - Polonia - Rumania - Grecia - México - Chipre - Colombia - Guatemala - Hungría - Gibraltar - Lituania - Chile - Ecuador Grupo 8 - Sudáfrica - Perú - Líbano - Madagascar - Honduras - Estados Unidos - Panamá - España - Ucrania - Yugoslavia - Venezuela |

### Fase final
| Grupo 1 - Italia - Portugal - Aruba - Austria - Australia - Islas Vírgenes de los Estados Unidos - Angola - Bulgaria - Argentina - Bahamas - Uruguay - Brasil Grupo 2 - República Checa - Bélgica - Noruega - Rusia - Moldavia - Bangladés - Bielorrusia - Nepal - Kazajistán - Barbados - Francia - Islas Vírgenes Británicas Grupo 3 - Curazao - Estonia - Bolivia - Holanda - Botsuana - Alemania - Islas Caimán - Croacia - República Dominicana - Bosnia y Herzegovina - Costa Rica - Ghana Grupo 4 - Turquía - Namibia - Dinamarca - Filipinas - Hong Kong - Inglaterra - China Taipéi - Singapur - Tanzania - Tahití - Finlandia - Kenia | Grupo 5 - Nueva Zelanda - Israel - Suiza - Malta - Suecia - Corea del Sur - Malasia - Japón - Islandia - Irlanda - Canadá - Gales Grupo 6 - Eslovenia - Jamaica - India - Puerto Rico - Irlanda del Norte - Eslovaquia - Zimbabue - Nigeria - Escocia - Trinidad y Tobago - Paraguay - Sri Lanka Grupo 7 - Gibraltar - Hungría - México - Lituania - Grecia - Colombia - Rumania - Ecuador - Guatemala - Chipre - Chile - Polonia Grupo 8 - Venezuela - Ucrania - Panamá - Yugoslavia - España - Madagascar - Honduras - Estados Unidos - Perú - Sudáfrica - Líbano |

### Música de fondo
- Grupo 1 - A Girl Like You - Edwyn Collins
- Grupo 2 - My Girl - The Temptations
- Grupo 3 - More Than A Woman - 911
- Grupo 4 - Dreams - Gabrielle
- Grupo 5 - My First, My Last, My Everything - Barry White
- Grupo 6 - You To Me Are Everything - The Real Thing
- Grupo 7 - How Sweet It Is - Marvin Gaye
- Grupo 8 - She's A Lady - Tom Jones

## Panel de jueces
- Stephanie Beacham
- Ozwald Boateng
- Errol Brown †
- Lulu
- Terry O'Neill †
- Lucy Sykes
- Hemant Trevedi
- Amanda Wakeley